# Brian Kerr
Brian Kerr (Dublin, 3 de março de 1953) é um treinador de futebol irlandês. Atualmente comanda a Seleção das Ilhas Faroe de Futebol.

## Carreira
Kerr nunca atuou profissionalmente como jogador de futebol. Sua carreira como treinador começou em 1986, treinando o St. Patrick. Sob sua batuta, os alvirrubros de Dublin conquistaram dois campeonatos nacionais. Após ficar afastado do comando de outras equipes, Kerr retornou à ativa como treinador da Seleção da Irlanda, sucedendo Mick McCarthy. Entretanto, seu desempenho nos verdes foi fraco, não classificando a equipe para a Eurocopa de 2004 nem para a Copa de 2006. Isso acabou culminando com a sua demissão.

## Retorno
Após quatro anos longe do banco de reservas, Kerr foi contratado para comandar a fraca Seleção das Ilhas Faroe, onde até hoje permanece no posto.